# Eutanasia e religioni
Diverse religioni e comunità religiose hanno preso una posizione più o meno precisa nei confronti dell'eutanasia, seguendo direzioni non certo uniformi bensì diversificate e talora diametralmente opposte.
Tuttavia le comunità religiose non strettamente sottoposte ad imposizioni gerarchiche non hanno un punto di vista compatto e uniforme nei confronti dell'argomento.

## Religioni naturali
Come accertato ne Il Ramo d'Oro di Frazer, sia l'omicidio che il suicidio sono ubiqui e praticati spesso. Addirittura nella sezione sulla morte, il praticante preferisce la morte violenta al declino del corpo.

### Religioni precolombiane
Le religioni del sud dell'America praticano spesso affiancato al sacrificio umano, anche l'autosacrificio.
Le religioni del nord dell'America praticano il senicidio o per abbandono dell'anziano durante le migrazioni o l'anziano si autoisola.

### Paganesimo
In generale, il mondo pagano ha un atteggiamento accomodante verso il suicidio.

## Religioni Dharma

### Buddhismo
Ci sono diverse visioni del problema dell'eutanasia tra i buddisti. In generale vi è una posizione di netto rifiuto delle pratiche eutanasiche, ma non mancano le correnti di pensiero volte ad accettare possibili eccezioni in alcuni casi particolari.Nella pratica del Sokushinbutsu, il suicidio è accettato
Nel buddismo Theravada ogni upasaka (credente buddista laico) recita quotidianamente questa formula: "Io mi rifiuto di distruggere esseri viventi." Tuttavia per gli ordini monastici buddisti le regole sono più esplicite, come si può notare dal testo che segue: "Nessun monaco (bhikkhu) dovrebbe intenzionalmente privare ogni uomo della sua vita, o cercare un assassino per questi, o pregare per la sua morte, o incitarlo a morire ..."
Il Dalai Lama è stato citato dall'Agence France-Presse il 18 settembre 1996 in un articolo intitolato Il Dalai Lama riconsidera l'eutanasia per le circostanze eccezionali riguardo alle sue posizioni sull'eutanasia:
Alla domanda sulla sua opinione sull'eutanasia, il Dalai Lama ha detto che i buddisti credono che ogni vita sia preziosa e nessuna più della vita umana, aggiungendo: "Penso sia meglio evitarla" (l'eutanasia).
"Ma allo stesso tempo penso che come per l'aborto, che è considerato dal buddismo come un atto di omicidio [...] il metodo buddista consiste nel giudicare il giusto e l'errore o i vantaggi e gli svantaggi."
Ha poi citato il caso di una persona in coma senza possibilità di recupero e altri casi eccezionali riguardo ai quali si è espresso in tal modo: "Questi sono, io parlo dal punto di vista buddista, casi eccezionali" quindi "è meglio giudicare sulle basi di ogni caso, singolarmente".
Il 9 febbraio 2009 il Dalai Lama, in visita a Roma per ricevere la cittadinanza onoraria e intervistato sul concomitante caso di Eluana Englaro, in stato vegetativo da 17 anni, ha ribadito le sue convinzioni sull'argomento:
L'eutanasia "dovremmo evitarla, ma in casi particolari si potrebbero fare delle eccezioni". Su Eluana: "Se veramente non c'è alcuna possibilità di guarigione, mantenere quello status è molto costoso e le famiglie soffrono, allora si potrebbe agire. In generale se pure una persona non cammina più, ma il suo corpo e il suo cervello sono ancora presenti, allora è meglio tenere una persona in vita, ma si possono fare eccezioni".
Le cure vanno fermate se non vi è "la possibilità di recuperare la coscienza e le funzioni mentali". Nel buddismo, "nei casi di male incurabile c'è una pratica che consente l'abbandono della coscienza dal corpo"; negli altri casi "anche noi parliamo di suicidio".
Il buddhismo Nichiren, specialmente quello della Soka Gakkai, ha invece un'attitudine più permissiva ne confronti dell'eutanasia e del suicidio.

### Induismo
L'induismo rispetta fortemente la vita umana, ed è in genere contrario all'eutanasia, ma lascia comunque libertà di coscienza. Considera invece il suicidio accettato nel Prayopavesa e Sati

### Giainismo
Nella pratica della Sallekhana il suicidio è totalmente accettato

## Religioni abramitiche

### Cristianesimo

#### Chiesa cattolica
La Chiesa cattolica è schierata nettamente contro l'eutanasia, considerando tali pratiche equivalenti all'omicidio o al suicidio.
La dottrina cattolica in merito all'eutanasia è riassunta nell'articolo del Catechismo della Chiesa Cattolica dedicata al quinto comandamento:
(Catechismo della Chiesa Cattolica, Parte III, Sezione II, Capitolo II, Articolo V.)
Nel 1965 durante il Concilio Ecumenico Vaticano II, la Costituzione pastorale sulla Chiesa nel mondo contemporaneo Gaudium et Spes contiene la prima o una delle prime citazioni esplicite dell'eutanasia in documenti dottrinali.
Nel 1979 Giovanni Paolo II, citando la Gaudium et Spes, tratta il tema dell'eutanasia rivolgendosi ai vescovi statunitensi: «[...] l'eutanasia o l'uccisione per pietà... è un grave male morale... Tale uccisione è incompatibile col rispetto per la dignità umana e la venerazione per la vita.»
Una definizione di eutanasia — citata anche da autori che non condividono le valutazioni etiche del magistero cattolico — si trova nella Dichiarazione sull'eutanasia Iura et bona, pubblicata dalla Congregazione per la Dottrina della Fede il 5 maggio 1980, al n. II: «Per eutanasia s'intende un'azione o un'omissione che di natura sua, o nelle intenzioni, procura la morte, allo scopo di eliminare ogni dolore. L'eutanasia si situa, dunque, al livello delle intenzioni e dei metodi usati». In tale definizione non vi è distinzione tra eutanasia attiva e passiva, volontaria e involontaria.
Una sintesi efficace della posizione della Chiesa cattolica si trova nell'enciclica Evangelium Vitae. Fatto salvo il caso particolare dell'accanimento terapeutico e la doverosa partecipazione per la sofferenza inaudita che spesso tali malati soffrono, le parole di Giovanni Paolo II esprimono in proposito una netta condanna:
(Evangelium Vitae, n. 65)
(Evangelium Vitae, n. 66)
Con riferimento al "suicidio assistito" e all'eutanasia, l'enciclica Evangelium Vitae cita varie fonti teologiche e dottrinali, tra cui Sant'Agostino:
(Evangelium Vitae, n. 66, nota n.85)
Allo stesso modo l'enciclica afferma che non bisogna confondere l'eutanasia con la rinuncia all'accanimento terapeutico, ossia i casi in cui la morte dell'ammalato sia ritenuta "imminente e inevitabile".
La posizione cattolica su questo argomento viene così descritta nel 2000 dalla Pontificia Accademia per la Vita: «Nell'immediatezza di una morte che appare ormai inevitabile e imminente "è lecito in coscienza prendere la decisione di rinunciare a trattamenti che procurerebbero soltanto un prolungamento precario e penoso della vita" (cfr Dich. su Eutanasia, parte IV), poiché vi è grande differenza etica tra "procurare la morte" e "permettere la morte": il primo atteggiamento rifiuta e nega la vita, il secondo accetta il naturale compimento di essa».

#### Chiese Riformate
Non essendo le posizioni etiche uniformi, ma più che altro frutto di una sintesi tra le sensibilità delle varie comunità e della maggior vicinanza dei pastori con il tessuto sociale in cui la comunità vive e opera, in altre confessioni cristiane il dibattito sull'eutanasia è più ampio. Ad esempio, nel caso dei Valdesi,, il Sinodo si è pronunciato favorevolmente alla pratica dell'eutanasia per combattere l'inutile sofferenza e anche singoli pastori non mostrano, di principio, pregiudiziali all'adozione di misure a tutela della dignità dei malati. Afferma il pastore valdese prof. Ermanno Genre (peraltro in piena polemica con le posizioni della gerarchia cattolica), decano della Facoltà valdese di teologia di Roma: «…La legge approvata in Olanda merita di essere conosciuta prima che "scomunicata": è una legge che tutela il diritto del cittadino, per evitare che altri decidano per lui ... È semplicemente vergognosa l'operazione vaticana che tende a screditare una nazione che in fatto di diritti umani e di dignità della persona non ha proprio nulla da imparare né dal Vaticano né dall'Italia».
Nel marzo 2006 il prof. Sergio Rostagno, coordinatore della Commissione bioetica della Tavola Valdese, dichiarò: «L'eutanasia non è un attentato alla vita umana, ma una norma che vuole indicare come si può morire con dignità. Ci batteremo perché venga introdotta in Italia». Riguardo all'incidente diplomatico con i Paesi Bassi causato da dichiarazioni espresse da Carlo Giovanardi (all'epoca sottosegretario alla presidenza del consiglio), Rostagno aggiunse che, al contrario, la legge olandese era stata ben valutata dai Valdesi al momento della sua promulgazione, pur con tutti i suoi limiti.
Recentemente, anche nella Chiesa d'Inghilterra è iniziata una discussione non pregiudizialmente ostile alla pratica dell'eutanasia: il primo a sollevare il tema è stato, nel novembre 2006, il reverendo Tom Butler, vescovo di Southwark, che ha sostenuto la giustezza della sospensione delle cure («in alcune circostanze») anche se si sa che esse porteranno alla morte. La discussione sull'argomento seguiva di poco la presa di posizione della Reale associazione degli ostetrici e ginecologi britannici, che aveva proposto l'eutanasia infantile - anche attiva - per casi di gravissime invalidità neonatali che hanno come unico sbocco una vita vegetativa.

#### Chiesa Ortodossa
La Chiesa ortodossa condanna l’eutanasia come peccato mortale

### Ebraismo
L'ebraismo è parzialmente diviso sul tema dell'eutanasia. In genere i teorici dell'ebraismo ortodosso si oppongono all'eutanasia, spesso in modo vigoroso, anche se alcuni dimostrano una certa comprensione per l'eutanasia passiva in circostanze limitate. All'interno dell'ebraismo conservativo e riformato, invece, c'è un sostegno abbastanza diffuso per l'eutanasia passiva.

### Islam
L'Islam vieta categoricamente tutte le forme di suicidio e tutte le azioni che possano agevolare il suicidio di qualcun altro. È inoltre vietato per un musulmano pianificare la propria morte per il futuro ma è possibile rifiutare terapie Curative. NON è accettato l'attacco suicida

### Vudù
È comune e frequente nel vudù la morte vudù